# Willem de Zwijgerweg
De Willem de Zwijgerweg is een straat in Geldermalsen, die het centrum met het oosten van het dorp verbindt. De weg ontsluit onder andere de wijken 't Rot en de Oranjewijk.

## Geschiedenis
De weg heeft al jarenlang de functie van verbindingsweg tussen Geldermalsen-Centrum en de wijk 't Rot. In 1933 werd de Julianabrug geopend waardoor de weg ook voor de verbinding tussen Geldermalsen en Buren van belang werd. In dat jaar verandere de gemeenteraad de naam van de weg in Willem de Zwijgerweg, dit ter nagedachtenis aan Willem van Oranje. Daarvoor heette de weg Rooienweg of Rothseweg, dit omdat de straat naar de voormalige buurtschap 't Rot liep. 

## Gebruik
Voor de aanleg van de Randweg tussen de Willem de Zwijgerweg en de Rijnstraat was een deel van de weg onderdeel van de rondweg van Geldermalsen en was er ook veel vrachtverkeer. Anno 2013 is de weg vooral van belang als fietsstraat.